# Drosophila kanaka
Drosophila kanaka este o specie de muște din genul Drosophila, familia Drosophilidae, descrisă de Tsacas în anul 1988.
Este endemică în New Caledonia. Conform Catalogue of Life specia Drosophila kanaka nu are subspecii cunoscute.